# TT50
| nfr | Y1 · t · p |

| nfr | Y1 · t · p |

TT50 (Theban Tomb 50) è la sigla che identifica una delle Tombe dei Nobili ubicate nell’area della cosiddetta Necropoli Tebana, sulla sponda occidentale del Nilo dinanzi alla città di Luxor, in Egitto. Destinata a sepolture di nobili e funzionari connessi alle case regnanti, specie del Nuovo Regno, l'area venne sfruttata, come necropoli, fin dall'Antico Regno e, successivamente, sino al periodo Saitico (con la XXVI dinastia) e Tolemaico.

## Titolare
TT50 Era la tomba di:
| Titolare   | Titolo                  | Necropoli           | Dinastia/Periodo          | Note                                                 |
| ---------- | ----------------------- | ------------------- | ------------------------- | ---------------------------------------------------- |
| Neferhotep | Divino Padre di Amon-Ra | Sheikh Abd el-Qurna | XVIII dinastia (Horemheb) | nella piana, ad est di TT52, a poca distanza da TT55 |

## Biografia
Per un caso fortuito, il titolare di questa tomba reca lo stesso nome, Neferhotep, del titolare della TT49; in questo caso, tuttavia, differente è la necropoli (Sheikh Abd el-Qurna in luogo di el-Khokha) e diverso l'incarico ricoperto. Il defunto era Padre divino di Amon-Ra e visse durante la XVIII dinastia e il regno di Horemheb.
Amenemonet, a sua volta Divino padre di Amon, fu suo padre e Takhat, responsabile dell'harem di Amon, sua madre; Rennutet fu sua moglie; Rennut sua figlia e Pairy suo figlio. Uno dei suoi, fratelli, Parennefer, fu a sua volta Padre divino di Amon, mentre un altro, Khonshotep, fu prete "wab" di Amon.

## La tomba
La tomba è costituita da breve corridoio che immette in un corridoio trasversale con scene di offertorio destinati al defunto da parte dei figli. In altra scena, il Supervisore del tesoro, Maya, seguito dai Governatori dell'Alto e Basso Egitto sono dinanzi al faraone Horemheb, a cui decantano i meriti del defunto. Contestualmente, in un altro registro, Amenemonet, il padre, si congratula con il defunto e con suo fratello Parennefer. Su un'altra parete due arpiste accompagnano due liutiste.
Un breve passaggio consente l'accesso a una sala sulle cui pareti sono riportate scene di offertorio del defunto e della moglie agli dei, nonché di offertori allo stesso defunto da parte di figli e amici.

### Annotazioni
1. ↑  La prima numerazione delle tombe, dalla numero 1 alla 253, risale al 1913 con l’edizione del "Topographical Catalogue of the Private Tombs of Thebes" di Alan Gardiner e Arthur Weigall. Le tombe erano numerate in ordine di scoperta e non geografico; ugualmente in ordine cronologico di scoperta sono le tombe dalla 253 in poi.
2. ↑  I campi della Duat, ovvero l'aldilà egizio, si trovavano, secondo le credenze, proprio sulla riva occidentale del grande fiume.
3. ↑  Nella sua epoca di utilizzo, l'area era nota come "Quella di fronte al suo Signore" (con riferimento alla riva orientale, dove si trovavano le strutture dei Palazzi di residenza dei re e i templi dei principali dei) o, più semplicemente, "Occidente di Tebe".
4. ↑  le Tombe dei Nobili, benché raggruppate in un'unica area, sono di fatto distribuite su più necropoli distinte.
5. ↑  Le note, sovente di inquadramento topografico della tomba, sono tratte dal "Topographical Catalogue" di Gardiner e Weigall, ed. 1913 e fanno perciò riferimento alla situazione dell'epoca.
6. ↑  I preti "wab", ma anche "uab", o "uebu", appartenevano al basso clero ed erano incaricati della manutenzione degli strumenti del culto e degli oggetti comunque ad esso connessi. A loro competeva il lavacro e l'abbigliamento giornaliero della statua del dio presso cui operavano e a loro competeva il trasporto della statua del dio (generalmente su una barca sacra) durante le cerimonie. Erano gerarchicamente sottoposti ad un "grande prete wab" cui competevano le operazioni giornaliere di culto della divinità.

### Fonti
1. ↑  Porter e Moss 1927,  pp. 91-95.
2. ↑  Gardiner e Weigall 1913.
3. ↑  Donadoni 1999,  p. 115.
4. ↑  Gardiner e Weigall 1913, pp. 20-21.
5. 1 2  Porter e Moss 1927,  pp. 95-97.
6. ↑  Porter e Moss 1927,  p. 96.